# 鳥取砂丘
座標: 北緯35度32分33秒 東経134度13分49秒 / 北緯35.54250度 東経134.23028度

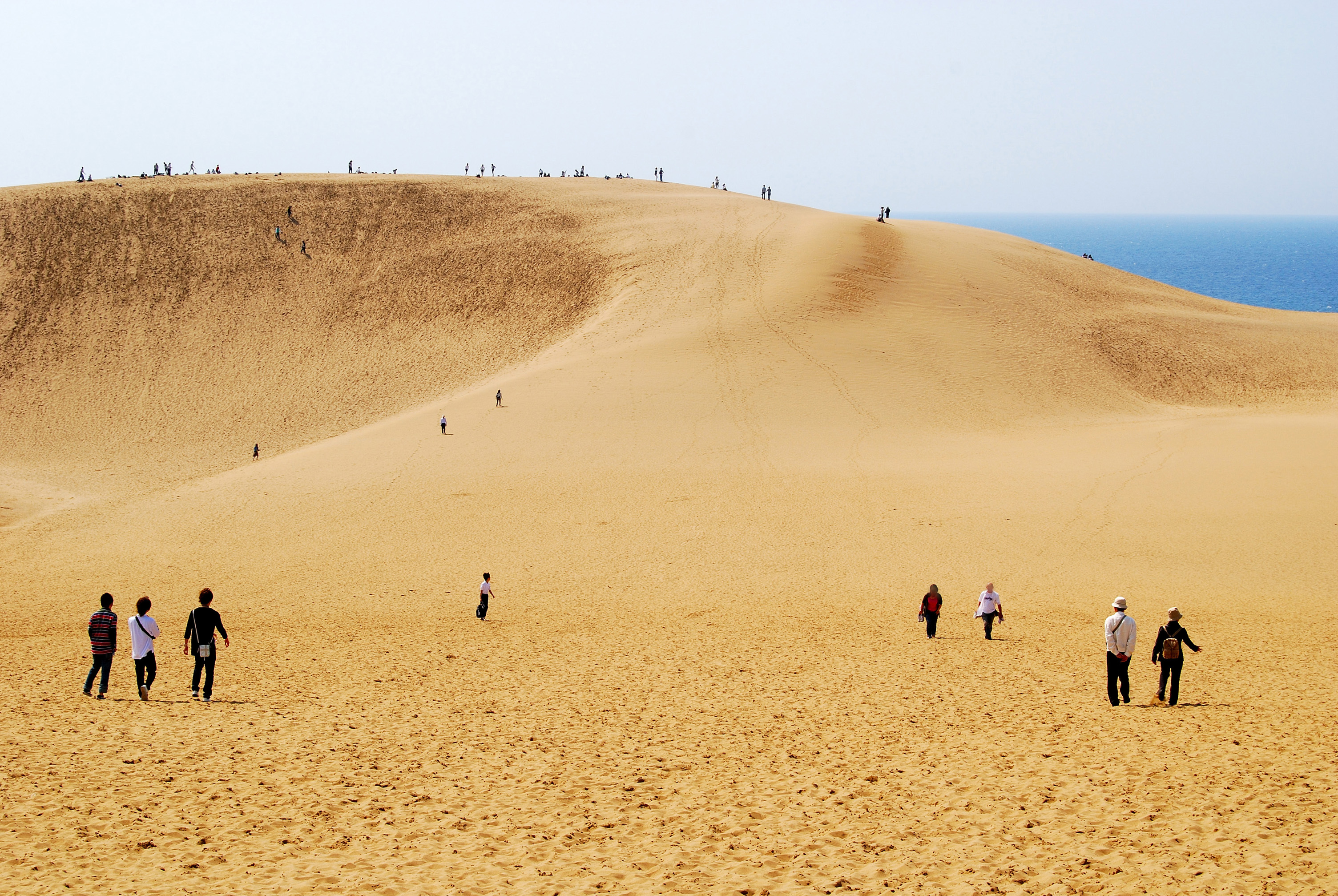
馬の背

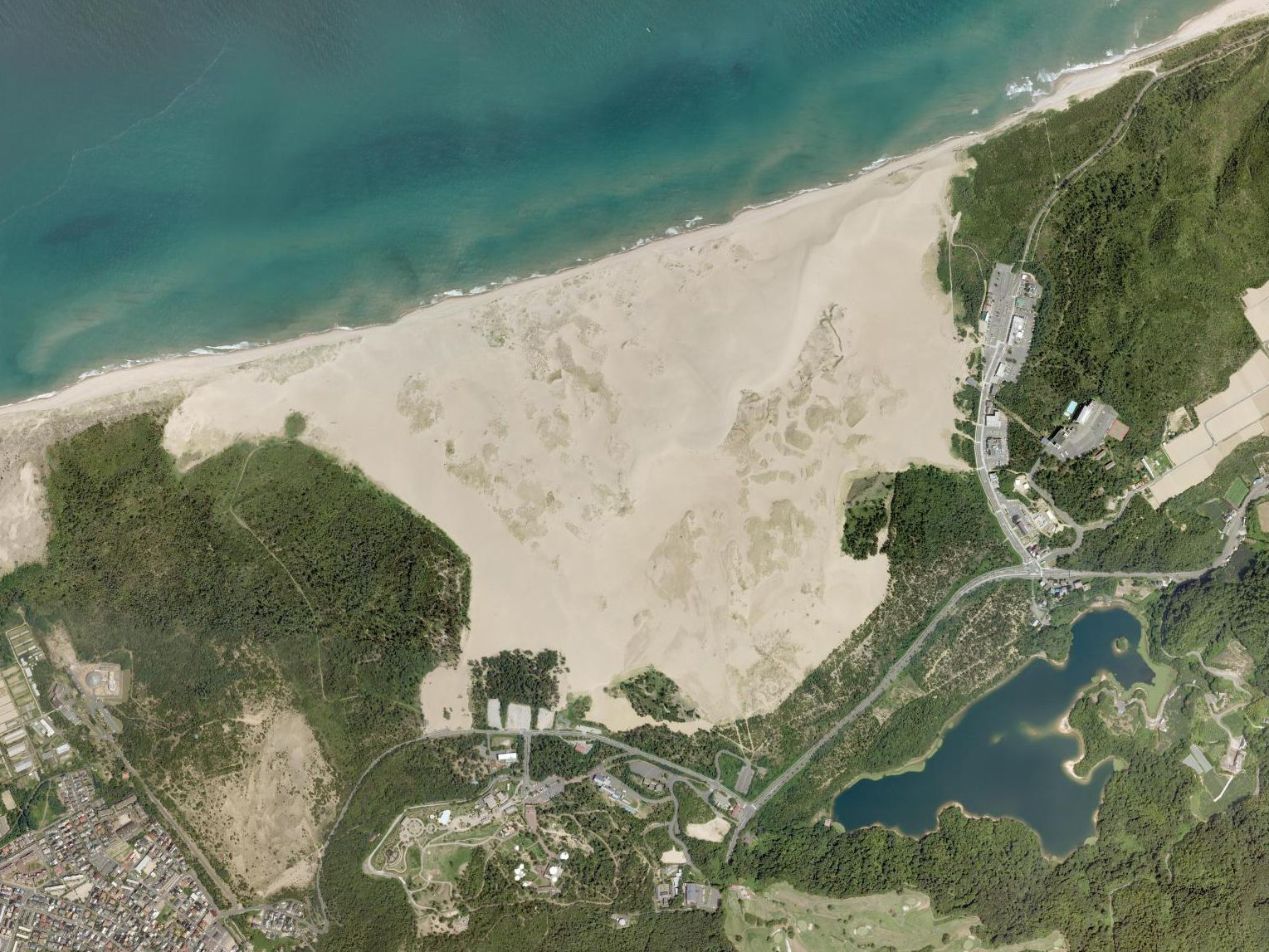
観光地となっている浜坂砂丘の空撮。
地質としての鳥取砂丘は東西16 kmほどであるが、植林や農地開発などが行われたため、砂丘らしさが残るのはこの東西1.8 km程度の部分である。

鳥取砂丘（とっとりさきゅう）は、鳥取県鳥取市の日本海海岸に広がる日本の代表的な海岸砂丘である。広大な砂礫地が観光資源にもなっているほか、山陰海岸国立公園の特別保護地区に指定されており、南北2.4 km、東西16 kmに広がる。1955年（昭和30年）に国の天然記念物に、2007年（平成19年）に日本の地質百選に選定された。大山と並んで鳥取県のシンボルの一つとされている。
日本三大砂丘の1つだが、その他の2つについては諸説がある。

## 砂丘の状況
中国山地の花崗岩質の岩石が風化し、千代川によって日本海へ流されたあと、海岸に集まったものが砂丘の主な砂となっている。海中の砂を海岸に向けて流れ寄せる潮流と、海岸線に堆積した砂を内陸へ吹き込む卓越風の働きで形成された。
砂丘自体は鳥取市福部町岩戸から鳥取市白兎にかけて千代川の東西に広がっているが、観光地としては千代川の東側の545 haの「浜坂砂丘」の部分が有名である。砂丘によって海から切り離されて出来た湖である多鯰ヶ池がすぐ南東にある。
最大高低差は90mにもなり、すり鉢に似た形に大きく窪んだ「すりばち」と呼ばれる地形が作られており、特に大きなすりばち（「大すりばち」などと呼ばれる）は40 mの高さになる。すりばちの斜面には、流れるように砂が崩れ落ちた形が簾を連想させる砂簾（されん）などの模様や、風速5 m - 6 m程度の風によって形作られる風紋（ふうもん）と呼ばれる筋状の模様が見られる。地表は常に乾燥している訳ではなく、すりばちの最深部には「オアシス」と呼ばれる地下水が湧出している場所があり、浅い池を形作る時期もある。2017年は大雪による融雪水が多く、馬の背と呼ばれる砂丘に近いオアシスは約5430 m2、水深1.4 mと例年より大きくなった。
鳥取砂丘には、3本の砂丘列が日本海とほぼ平行に走っている。天然記念物に指定される前までは、陸側の砂丘列から数えて、第一、第二、第三砂丘列と呼称していた。現在では逆に海側から、第一、第二、第三としている。これには、砂移動の減少が原因で陸側の砂丘列が消滅してしまった場合でも呼称に都合が良いよう、という理由がある。

## 砂丘の利用と周辺住民とのかかわり
江戸時代に入ると、人間の側から砂丘に手を加えるようになっていく。1897年（明治29年）から陸軍歩兵第四十連隊の演習地として利用され、第二次世界大戦後までほとんど自然のまま放置されていた。1927年（昭和2年）の地元新聞（因伯時報）のアンケート結果によれば、鳥取砂丘は鳥取県八景に漏れており10位にも入っておらず、不毛の厄介者として扱われていたようである。戦後のある鳥取市長は砂丘について「木も生えないようなところは鳥取の恥部である」と述べている。戦後の食糧不足で、1953年（昭和28）に海岸砂地地帯農業振興臨時措置法が制定され、全国的に砂防造林が本格化し、砂丘開発が大規模に行われるようになった。
砂丘近辺の民家は砂丘から飛んでくる砂の害に悩まされていたため、防風林の植林が行われたが、これが観光資源かつ貴重な自然である砂丘の規模縮小や生態系の変化の原因となったため、防風林の面積を減らしながら地元住民との共生を図っている。もともとの砂丘の規模は防風林の植林以前よりも小さく、周辺には樹木が多く生えていたが、タタラ製鉄の燃料のためこれらを伐採した結果、砂丘が人為的に広がったという経緯がある。2000年代以降、夏季には猛暑の年が多く、その影響で防風林の立ち枯れが進んでおり、砂丘南側の道路が砂で埋まるなど、砂丘の砂の飛散に悩まされることが多くなっている。鳥取県では対策としてクロマツの植林に乗り出しているものの、成長が遅いため、対策が追い付いていない。
鳥取砂丘の周辺には「鳥取砂丘こどもの国」などの施設がある。観光地としての鳥取砂丘の入り口とされている場所には、レストハウスや土産物店が並んでいるほか、入口近辺では観光の一環としてラクダや馬が飼育されている。
近隣の小・中・高等学校の遠足の場や、広くハンググライダー、パラグライダーなどスカイスポーツの場としても利用されている。また砂丘の傾斜を利用し、全日本サンドボード選手権大会が行われている。夏の夜には海岸にイカ釣り船の漁火（いさりび）が見え、これも風物詩となっている。鳥取砂丘近隣の砂丘畑で栽培される白ねぎ、らっきょう、長いもは特産品である。また、テレビドラマやテレビCMなどで日本国外の砂漠を想定したシーンの撮影で費用節約のために鳥取砂丘が使われることもある。

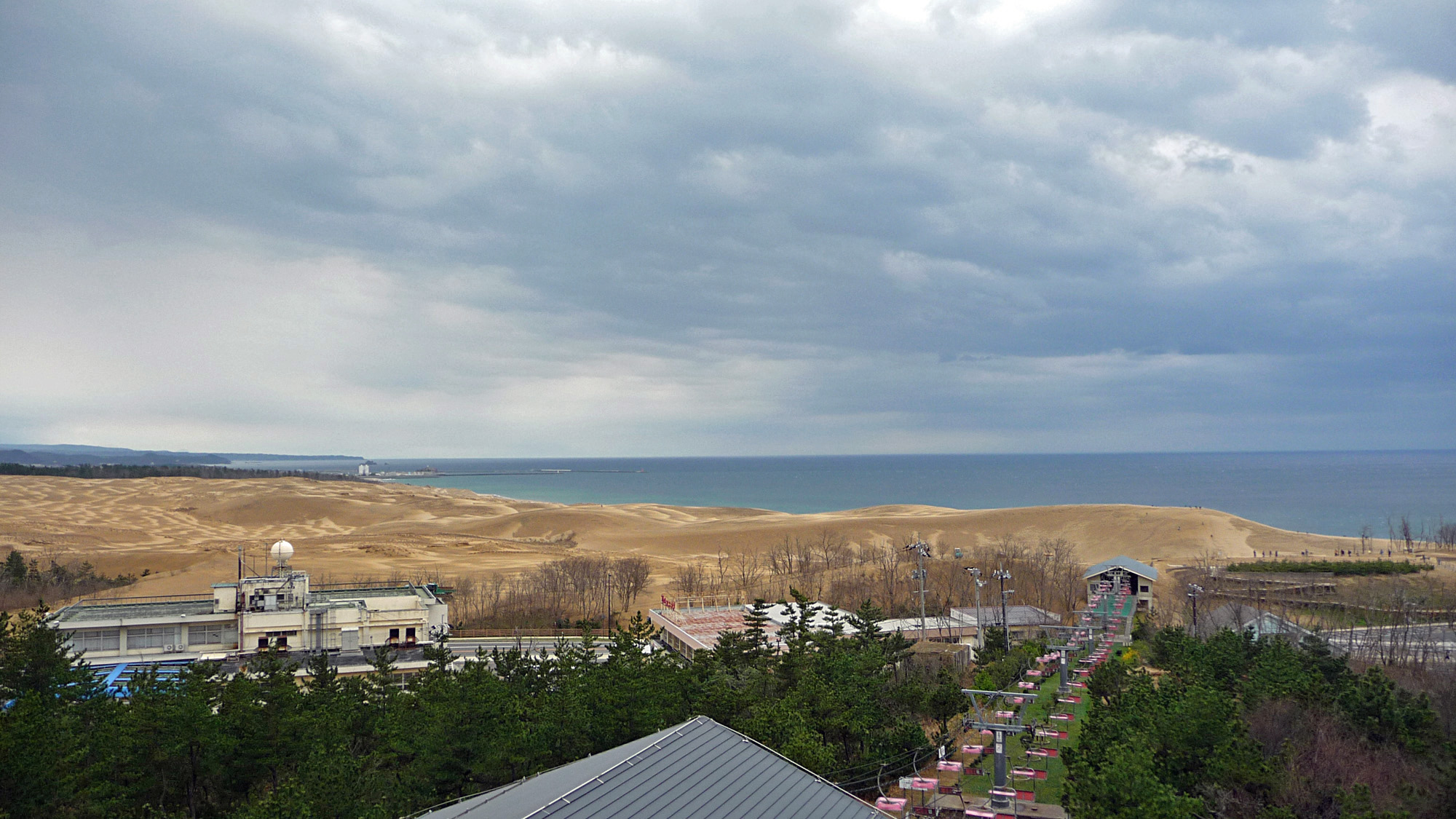
砂丘センターから望む砂丘全景
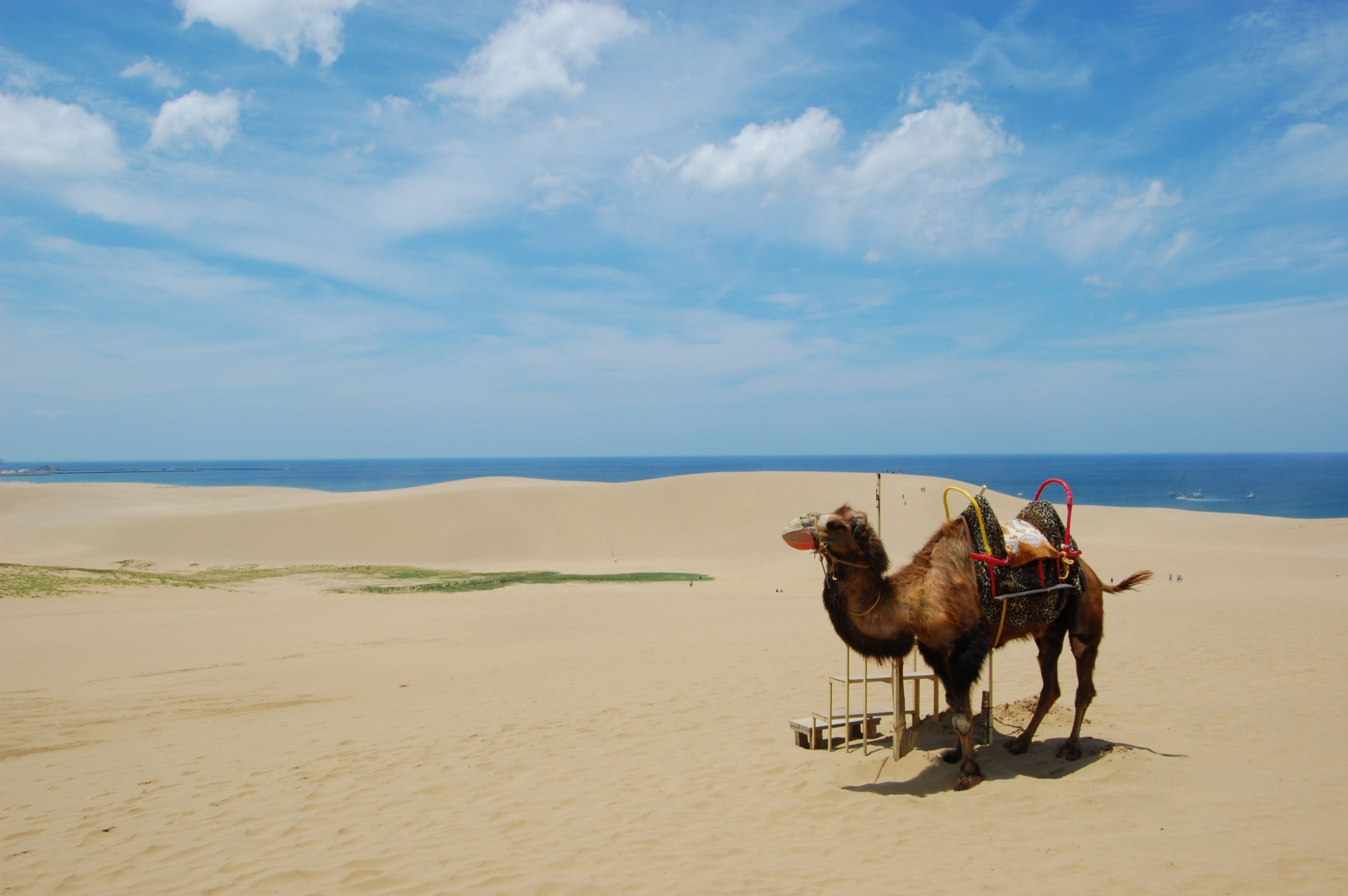
観光用のラクダ
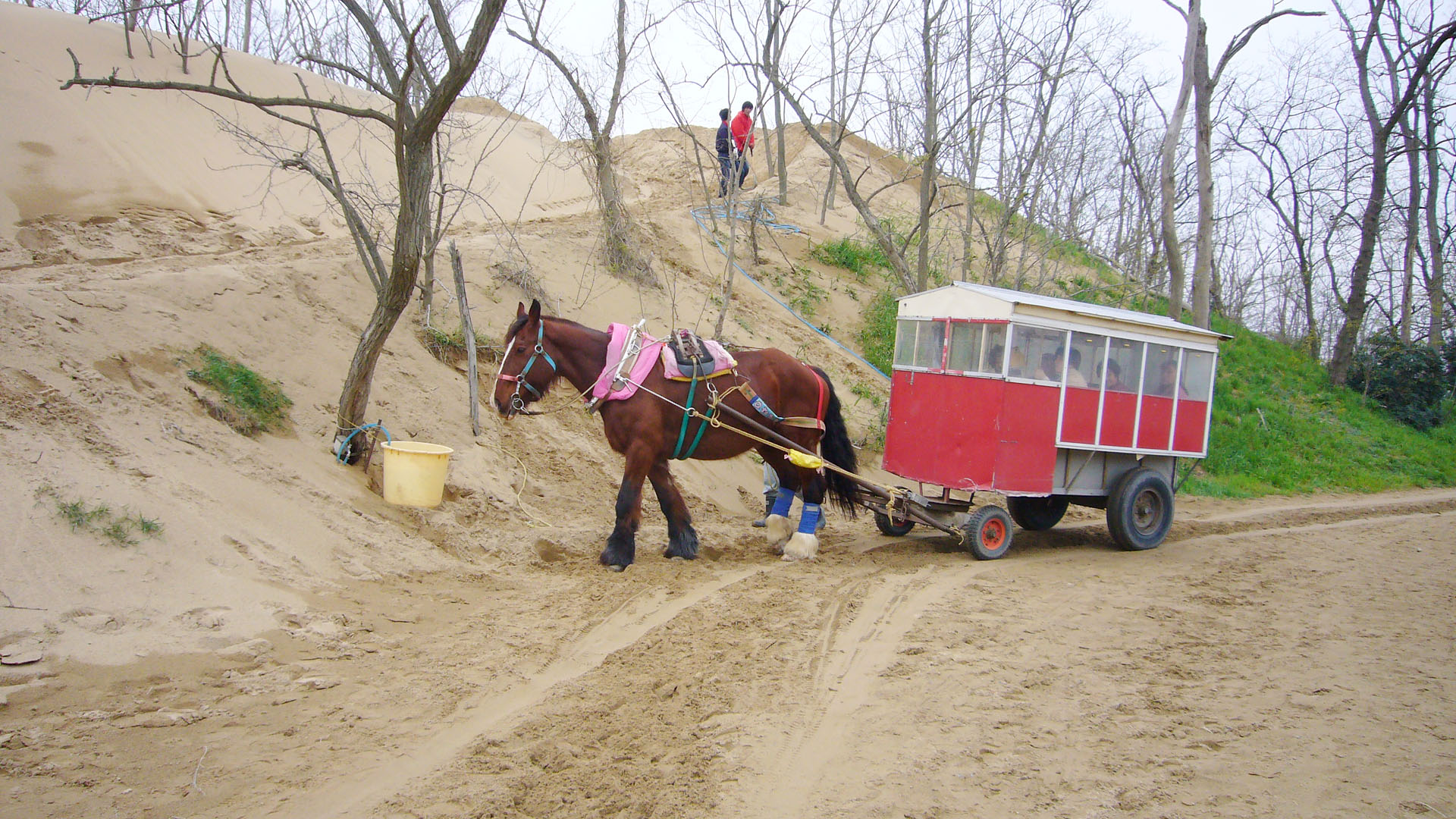
観光用の馬車
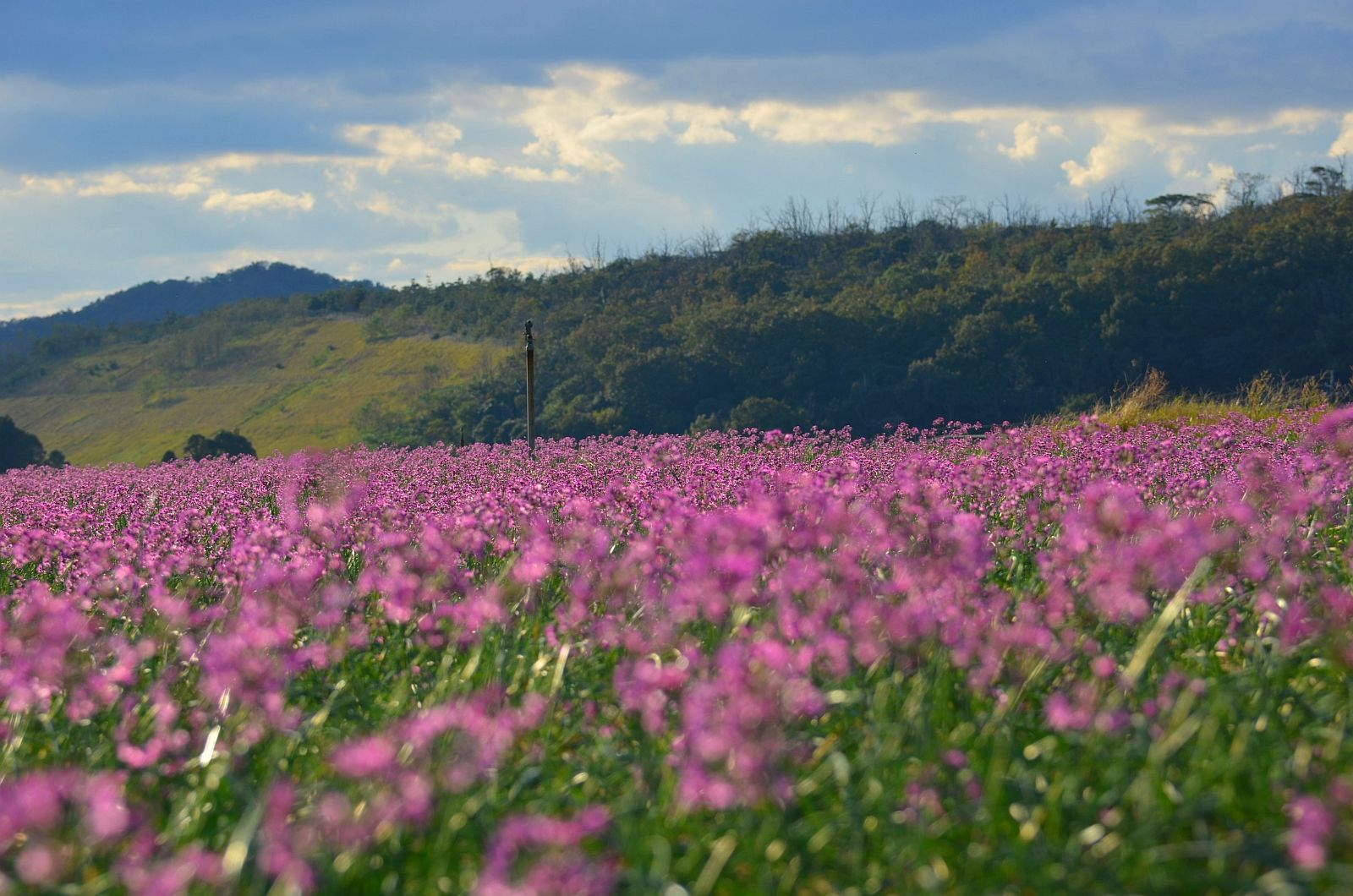
砂丘のラッキョウ畑
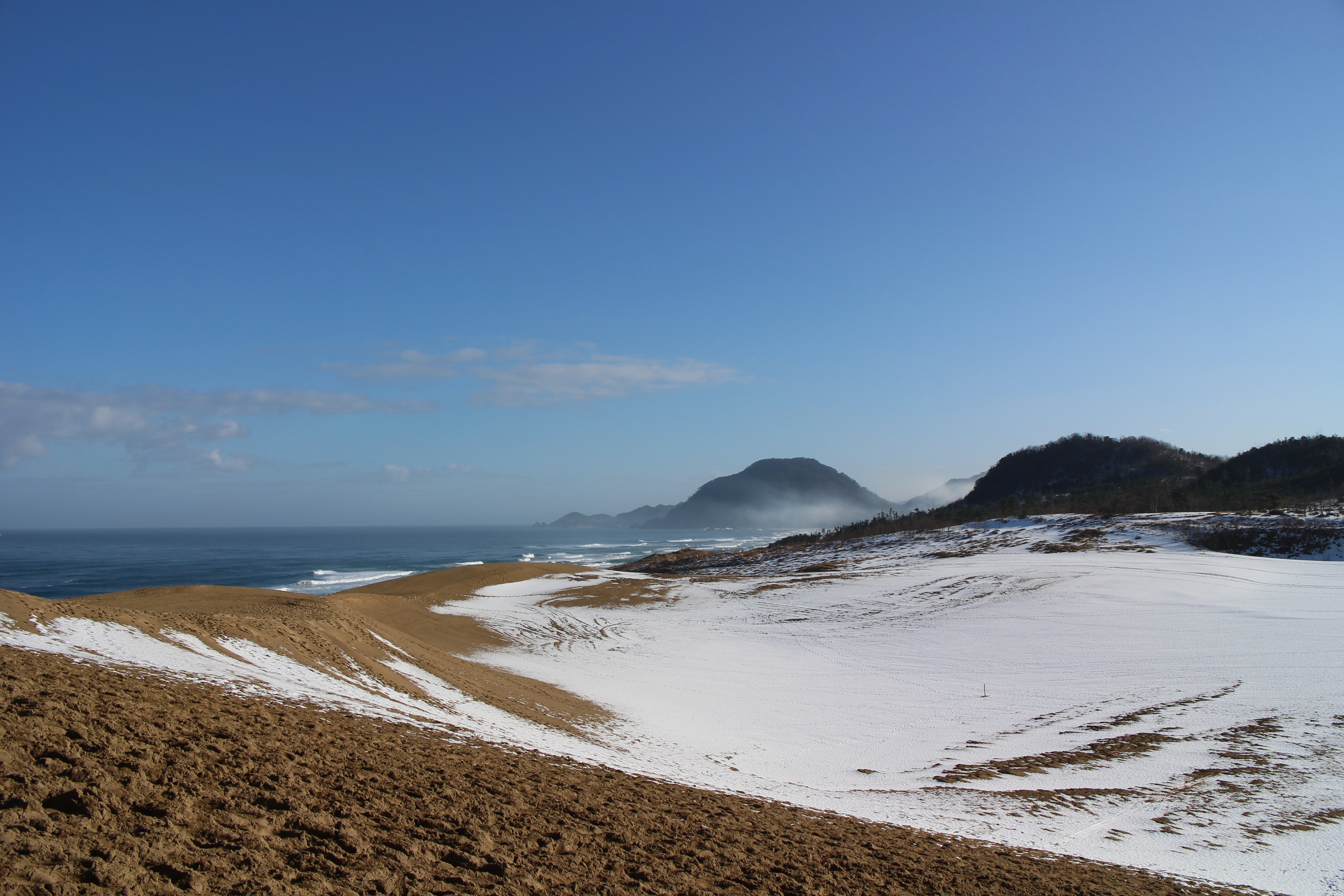
冬の砂丘と駟馳山

## 砂丘に関する研究
砂丘独特の植物・動物が自生・生息しており研究の対象となっている。指定された16種類の砂丘植物としてハマゴウやネコノシタ、ハマベノギク、ハマヒルガオなどが、砂丘に生息する動物としてハサミムシやアリジゴクなどが挙げられる。ただし、現在では繁殖した雑草によってこれら砂丘植物の生息域が狭められており、景観保護や生態系の維持を目的として除草作業が行われている。
鳥取砂丘は鳥取大学所管の共同利用施設でもあり、砂漠の緑地化研究の場として同大学農学部などが利用している。その成果は中国の砂漠の緑地化作業にも生かされている。

## 落書き事件
砂丘に落書きがされることがある。自然公園法では許可なく広告物を掲示することを禁止しているが、砂丘の落書きが広告物に当たるかどうかの判断は難しかった。また、落書きも後を絶たなかったため2009年（平成21年）4月1日から「日本一の鳥取砂丘を守り育てる条例」が施行され、これによって落書きが5万円以下の過料の対象となったが、条例施行後も落書きは止んでいない。
- 2007年（平成19年）8月 - 北海道テレビ放送制作番組『水曜どうでしょう』のスタッフが、2000年（平成12年）5月24日に放映された同番組「原付西日本制覇」第2夜で、大泉洋ら出演者が砂丘に番組名を大書した件で、環境省から厳重注意を受けた。当初は砂丘の砂の無断採集に関して日本海テレビでの再放送を見た視聴者から違法行為と指摘され、北海道テレビはお詫び文章を公式ウェブサイトに掲載したが、後にこの落書きの件が追加された（なお、砂の採取について行為の特定ができないことなどから、処分はなかった）。
- 2007年（平成19年）9月8日 - 名古屋大学のアウトドアサークルによって縦約15 m、横約50 mにわたる落書きがされ、批判が殺到、読売新聞にて取り上げられた。サークルはその後、環境省に始末書を提出した。
- 2008年（平成20年）2月 - 「馬の背」に、人の顔と名前らしき文字が落書きされていたことが分かった。

## 人骨の発見
2011年（平成23年）6月23日、砂丘の西側で植物の観察に訪れていた市内の住民が人の腕のようなものを見つけ、同年6月30日、砂丘を管理する鳥取県砂丘事務所を通じて警察に通報した。警察が現場付近を捜索したところ、深さ30 cmから40 cmの砂の中から4体の人骨が頭を西に向け縦1列に並べられた状態で発見された。発見現場は観光客が訪れる場所より西側におよそ1.5 km離れており、ふだんは人があまり訪れない所である。
発見された人骨は鳥取大学医学部で鑑定され、同年8月2日、鳥取県警は江戸時代後期から明治時代初期に埋葬された30代から40代の男女3体、20代から50代の男性1体と見られる計4体の人骨であると鑑定結果を発表した。死亡原因は不明。事件性はなく、埋葬された理由も不明。海難事故で埋葬された遺体と推定された。
鳥取市内の医師で郷土研究家の森納は、明治時代のコレラ患者が埋葬されたものではないかと推測している。鳥取では1886年（明治19年）にコレラが流行し、県西部を中心に多数の死者を出したことが記録されている。

## 祭事・催事
- 鳥取砂丘光のアートフェア - 10月末から翌年1月にかけて開催される光の祭典（イルミネーションなど）[11]。当初計画されていた7000 mの光のツリーは専門家から生態系や景観への影響の指摘を受けて取りやめとなった[12]。

- 砂の美術館 - 砂像彫刻を専門に展示する世界で初めての美術館。毎年テーマを変えて開催される。
- 鳥取大砂丘全日本サンドボード選手権大会 - 鳥取砂丘で行われるサンドボードの全日本大会、体験試乗会。

## 文学碑
砂丘近隣に有島武郎（浜坂の遠き砂丘のなかのしてさびしきわれを見出でつるかも）、枝野登代秋（砂丘をいくつか越えしが波音のまぢかにきこえて海まだ見えず）、高浜虚子（秋風や浜坂砂丘少しゆく）、森川暁水（月荒き砂丘は古邑うづむとや）、与謝野晶子（砂丘とは浮かべるものにあらずして踏めば鳴るかなさびしき音に）などの歌碑・句碑が点在する。
北島三郎の曲「港春秋」の歌碑もある。また、演歌歌手水森かおりの曲「鳥取砂丘」は大ヒットにより注目を集め、ご当地ソングの走りとなった。

## 周辺情報
- 鳥取砂丘情報館（サンドパルとっとり）
- 鳥取砂丘 砂丘センター 見晴らしの丘
- 砂丘海水浴場 - 環境省による快水浴場百選に選ばれている。
- 浦富海岸
- 白兎海岸
- 湖山池
- 摩尼寺